# Pseudomys higginsi
Pseudomys higginsi és una espècie de mamífer rosegador de la família dels múrids. És endèmic d'Austràlia, on viu a altituds d'entre 0 i 1.600 msnm. Els seus hàbitats naturals són els camps de blocs i les tarteres de l'estatge subalpí, així com els boscos humits temperats de faig austral. És una espècie en risc mínim, és a dir, no sembla que hi hagi cap amenaça significativa per a la seva supervivència. Aquest tàxon fou anomenat en honor del biòleg i paleontòleg australià E. T. Higgins.